# Ümminghausen
Ümminghausen ist eine Ortschaft in Radevormwald im Oberbergischen Kreis im nordrhein-westfälischen Regierungsbezirk Köln in Deutschland.

## Lage und Beschreibung

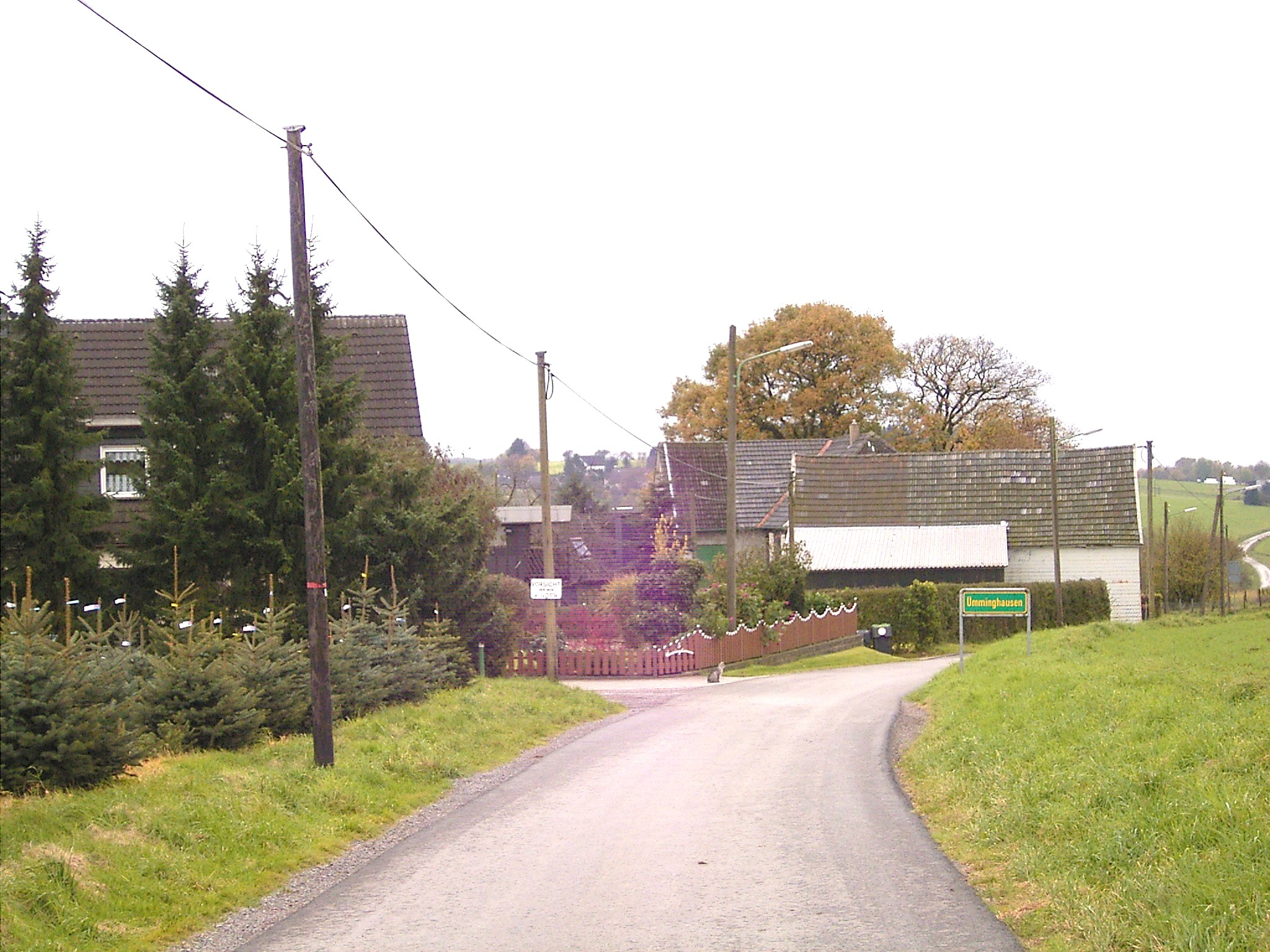
Teilansicht von Ümminghausen

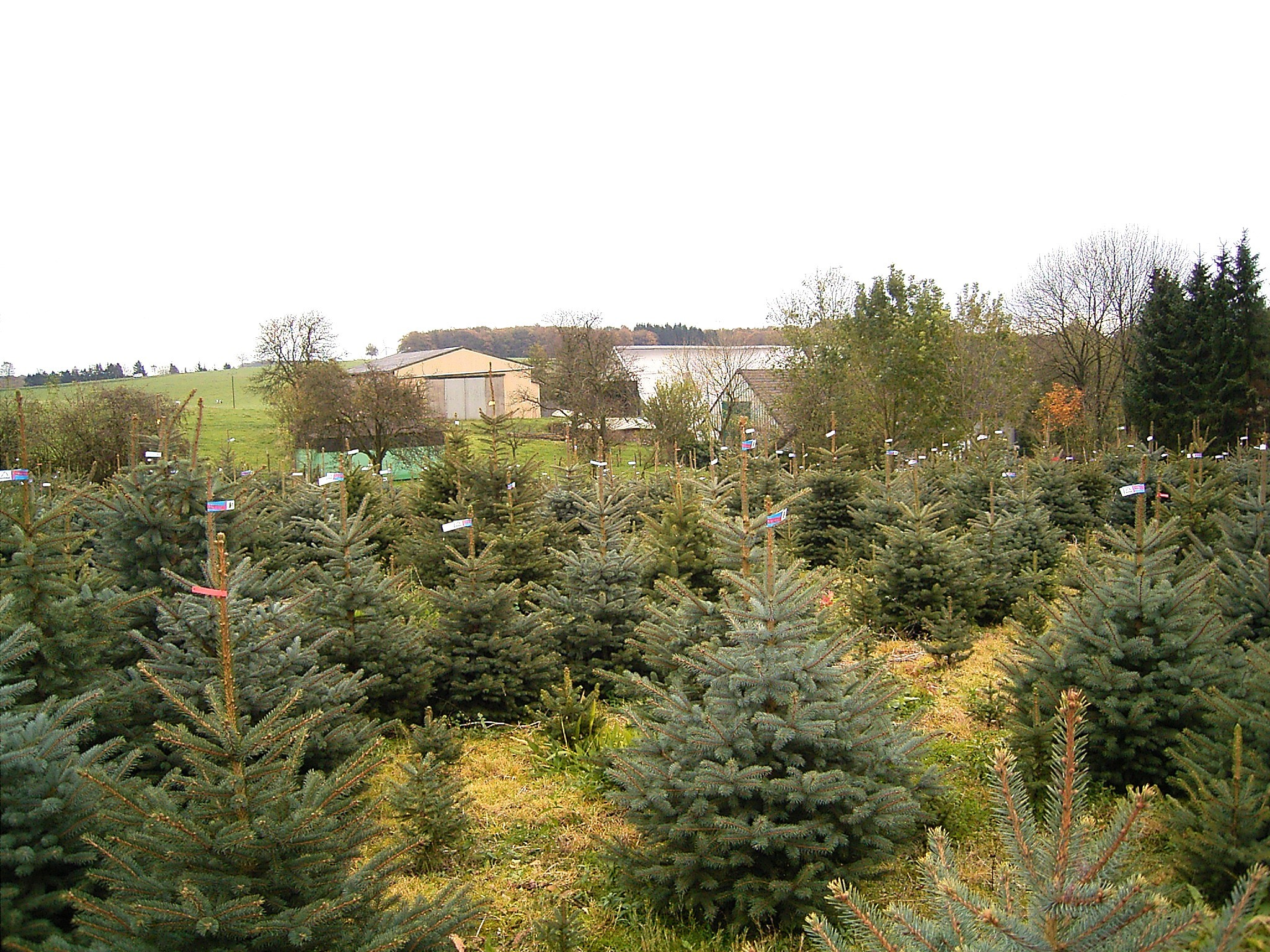
Blick über eine Weihnachtsbäumschonung auf einen Teil von Ümminghausen

Der Ort liegt im Norden des Radevormwalder Stadtgebiets. Die Nachbarorte heißen Kronenberg, Möllersbaum, Oberönkfeld, Unterm Busch und Jakobsholt.
In Ümminghausen entspringt der in den Brunsbach mündende Ümminghausener Bach. Im Südosten der Ortschaft liegt die Quelle des in den Ümminhauser Bach mündenden Ümminghauser Siepens.
Politisch wird der Ort durch den Direktkandidaten des Wahlbezirks 170 im Rat der Stadt Radevormwald vertreten.

## Geschichte
Erstmals genannt wird Ümminghausen 1433 bzw. 1434. Anlässlich der Benennung von „Kriegsschäden durch Verwüstungen der Truppen des Kölner Erzbischofes Dietrich von Moers“ wird der Ort mit „Ymminchuyss“ bezeichnet.
1715 weist die Karte Topographia Ducatus Montani die Ortslage von Ümminghausen unter der Bezeichnung „innighusen“ aus.

## Wanderwege
300 Meter südwestlich von Ümminghausen führt der mit dem Wanderzeichen A6 ausgezeichnete Ortsrundwanderweg A6 vorbei.